# Noordwolde-Zuid
Noordwolde-Zuid (Stellingwerfs: Noordwoolde-Zuud, Fries: Noardwâlde-Súd) is een plaats in de gemeente Weststellingwerf, in de Nederlandse provincie Friesland. Het ligt ten zuiden van het dorp Noordwolde. De gemeente benoemt het als een buurtschap, maar de plaats heeft wel eigen blauwe plaatsnaamborden en wordt zo ook een dorp genoemd.
Noordwolde-Zuid was oorspronkelijk een gebied dat bestond uit heidevelden, veen en groepen bomen. Het landschap veranderde drastisch door de vervening. In de 19e eeuw kwamen de eerste vaste bewoners naar wat Noordwolde-Zuid zou worden. De buurtschap die ontstond, en tot in het begin van de twintigste eeuw vooral uit plaggenhutten bestaat, werd Lombok genoemd en ligt in het Westersche Veld. Tot halverwege de twintigste eeuw was Lombok de algemene naam voor de buurtschap.
Mede onder invloed van de benaming 'Noordwolde-Westerseveld' die voor het hele gebied incluis Noordwolde werd gebruikt werd dit uiteindelijk veranderd in Noordwolde-Zuid. Er is dan ook sprake van dat het dan zich ontwikkelde tot een echt dorp. De benaming Lombok wordt dan nog weleens gebruikt als buurtduiding van de oorspronkelijke kern waaruit het dorp is gegroeid en zo ook op kaarten nog wel terug is te vinden naast die van Noordwolde-Zuid zelf.
Anno 2018 heeft het dorp nog steeds een landelijk karakter. De kern, met rond de 900 inwoners en 300 woningen heeft een gesloten lintbebouwing, het buitengebied heeft een verspreide bebouwing van woonhuizen en boerderijen.
Noordwolde-Zuid is grotendeels omringd door bossen die zich uitstrekken van Steenwijk tot Appelscha. Het recreatiegebied Spokedam met de Spokeplas ligt op loopafstand.